# Double Dynamite
Double Dynamite (Isto Sim é que é Vida, no Brasil) é um filme de comédia musical estadunidense de 1951, dirigido por Irving Cummings e estrelado por Jane Russell, Groucho Marx e Frank Sinatra.

## Elenco
- Jane Russell ... Mildred "Mibs" Goodhue
- Groucho Marx ... Emile J. Keck
- Frank Sinatra ... Johnny Dalton
- Don McGuire ... Bob Pulsifer, Jr.
- Howard Freeman ... R. B. Pulsifer, Sr.
- Nestor Paiva ... "Hot Horse" Harris
- Frank Orth ... Mr. Kofer
- Harry Hayden ... J. L. McKissack
- William Edmunds ... Mr. Baganucci, Emile's boss
- Russell Thorson ... IRS tailman